# Yozo Hirano
Yozo Hirano (平野 陽三, Hirano Yozo), né le 12 octobre 1985 à Imabari (Ehime), est un astronaute japonais, membre de l'équipage de Soyouz MS-20. Il participe à la mission en tant qu'assistant de Yūsaku Maezawa, qui a acheté les deux places disponibles.
Après avoir obtenu son diplôme de l'université préfectorale de Kyoto, Yozo Hirano a rejoint Zozo, Ltd., où il est devenu directeur de casting de l'équipe de photographie ; il travaille chez Spacetoday en tant que producteur de films.
Il participe avec Alexandre Missourkine et Yusaku Maezawa à la mission Soyouz MS-20 qui décolle le 8 décembre 2021 et s'amarre à l'ISS. Les trois hommes demeurent à bord jusqu'à leur départ le 20 décembre suivant à bord du même vaisseau.